# Geraldine, Alabama
Geraldine là một thị trấn thuộc quận DeKalb, tiểu bang Alabama, Hoa Kỳ. Dân số năm 2009 là 844 người, mật độ đạt 83 người/km².